# Sarajevski proces 1949.
Sarajevski proces 1949., sudski proces pripadnicima organizacije Mladih muslimana. Počelo je 1. kolovoza 1949. godine u Sarajevu.
Optuženici su optuženi za kaznena djela protiv naroda i države. Optuženi su Hasan Biber, Halid Kajtaz, Omer Stupac, Nusret Fazlibegović, Ismet Serdarević, Tarik Muftić, Teufik Velagić, Hilmija Muftić i Esad Kojić. Optuženi su da su kao članovi organizacije Mladi muslimani "koja je za vrijeme rata pomagala formiranje zloglasne Handžar-divizije" (preko muslimanskih svećenika oko El Hidaje, na čelu s Dobračom, "računajući sa političkom zaostalošću jednog dijela muslimana" pristupili stvaranju posebnih muslimanskih oružanih formacija), a poslije oslobođenja, a naročito od 1946. kao organizatori i rukodovitelji pristupili ponovnom organiziranju ilegalne organizacije koju su pripremali za terorističke i diverzantske akcije, "a kad je 1948. izašla zloglasna Rezolucija Informbiroa, odlučili su prijeći u akciju to jest na nasilno rušenje postojećeg društvenog i državnog uređenja u FNRJ". Prema optužnici, osnovani su 1943., "pod pokroviteljstvom ustaša i Gestapoa, poslije poraza Hitlerove vojske kod Staljingrada, u fazi velikog razmaha NOB naroda Jugoslavije, u periodu odlučnog zaokreta muslimanskih masa prema NOP-u te sve veće njihovo djelatno sudjelovanje u NOB", povezali se sa sličnom organizacijom u Mostaru, sredinom 1947. u Sarajevu su održali sastanak na kojem su izradili pravila organizacije, tekst prisege koju su odmah položili i pristupili prikupljanju oružja. Optužnica ih je teretila da su 20. i 21. veljače 1949. na sastanku odlučili proširiti zločinačku djelatnost na cijelu zemlju, gdje god ima muslimana, uključujući i Makedoniju. Za diverzantske akcije završili su padobranske, jedriličarske, vozačke i radiotelegrafske tečajeve, prema optužnici. Optuženi su za usmenu agitaciju, distribuciju islamskih brošura, "raspravljajući tobože vjerska pitanja, a u stvari sustavno raspirivali vjersku mržnju protiv Hrvata i Srba", pozivali "u ime Boga" na borbu mačem protiv poretka FNRJ, pripremajući se na pljačku i ubojstva, tražeći pomoć od inozemne reakcije, skrivajući puške u Gazi Husrefbegovoj medresi. Uz optužene, kao suradnici spomenuti su Mahmud Jarebica, Vahid Kozarić, Kemal Kurbegović, Salih Behmen, Salih Karavdić, Hilmija Selimović, Esad Karađozović i Kasim Dobrača. Optuženi su da su Rezoluciju Informbiroa vidjeli kao trenutak slabosti koji treba iskoristiti.
Proširena optužnica pročitana je 8. kolovoza 1949., a u njoj su još optuženi Mahmut Jarebica, Kemal Kurbegović, Ramo Habota, Ejub Hadžić i Sulejman Musakadić.
Suđenje je trajalo vrlo brzo. Presude su pročitane već 11. kolovoza 1949.
Tužitelj Enver Krzić inzistirao je na svezi Informbiroa i Mladih muslimana. Glasila u svim republikama davala su veliku važnost ovom slučaju. Na smrt strijeljanjem, konfiskaciju imovine i trajni gubitak časnih prava osuđeni su Hasan Biber, Halid Kajtaz, Omer Stupac i Nusret Fazlibegović. 20 godina robije s popravnim radom, konfiskacijom imovine i petogodišnji gubitak časnih prava dosuđen je Ismetu Serdareviću. Mahmut Jarebica i Tarik Muftić dobili su kaznu od 12 godina robije s popravnim radom, konfiskacijom imovine i četverogodišnji gubitak građanskih prava. Hilmija Muftić dobio je kaznu od 16 godina robije s popravnim radom, konfiskacijom imovine i četverogodišnji gubitak građanskih prava. Ramo Habota dobio je kaznu od 8 godina s popravnim radom, konfiskacijom imovine i dvogodišnji gubitak građanskih prava. Ejub Hadžić dobio je kaznu od 7 godina robije s popravnim radom, konfiskacijom imovine i jednogodišnji gubitak građanskih prava. Kemal Kurbegović i Sulejman Musakadić dobili su kaznu od 3 godine robije s popravnim radom, konfiskacijom imovine i jednogodišnji gubitak građanskih prava.